# Dublin Harbour (circonscription britannique)
Pour les articles homonymes, voir Dublin.
Dublin Harbour est une circonscription électorale du Royaume-Uni de Grande-Bretagne et d'Irlande, de 1885 à 1922.
Avant les élections générales de 1885, elle faisait partie de la circonscription Dublin City. À partir de 1922, elle n'est plus représentée au Parlement britannique.